# LaGrange (Ohio)
LaGrange es una villa ubicada en el condado de Lorain en el estado estadounidense de Ohio. En el Censo de 2010 tenía una población de 2103 habitantes y una densidad poblacional de 403,16 personas por km².

## Geografía
LaGrange se encuentra ubicada en las coordenadas 41°14′25″N 82°7′8″O / 41.24028, -82.11889. Según la Oficina del Censo de los Estados Unidos, LaGrange tiene una superficie total de 5.22 km², de la cual 5.21 km² corresponden a tierra firme y (0.2%) 0.01 km² es agua.

## Demografía
Según el censo de 2010, había 2103 personas residiendo en LaGrange. La densidad de población era de 403,16 hab./km². De los 2103 habitantes, LaGrange estaba compuesto por el 96.62% blancos, el 0.43% eran afroamericanos, el 0.67% eran amerindios, el 0.19% eran asiáticos, el 0% eran isleños del Pacífico, el 0.43% eran de otras razas y el 1.66% pertenecían a dos o más razas. Del total de la población el 1.9% eran hispanos o latinos de cualquier raza.